# The Earth Angels
The Earth Angels fou un grup vocal de doo-wop format a Barcelona. Els seus components realitzaven actuacions a cappella mantenint la tradicional forma d'interpretar aquest gènere, portant a terme actuacions en viu pels carrers i llocs de les ciutats que visiten. El 2010, van participar en la setena edició (a)phònica, Festival de la Veu de Banyoles. Es van dissoldre en 2013.

## Discografia
- Street Corner Style (Rare Rockin' Records, 2010).